# Lepricornis pericopidis
Lepricornis pericopidis är en fjärilsart som beskrevs av Dyar 1914. Lepricornis pericopidis ingår i släktet Lepricornis och familjen Riodinidae. Inga underarter finns listade i Catalogue of Life.